# Tomás Guardia Gutiérrez

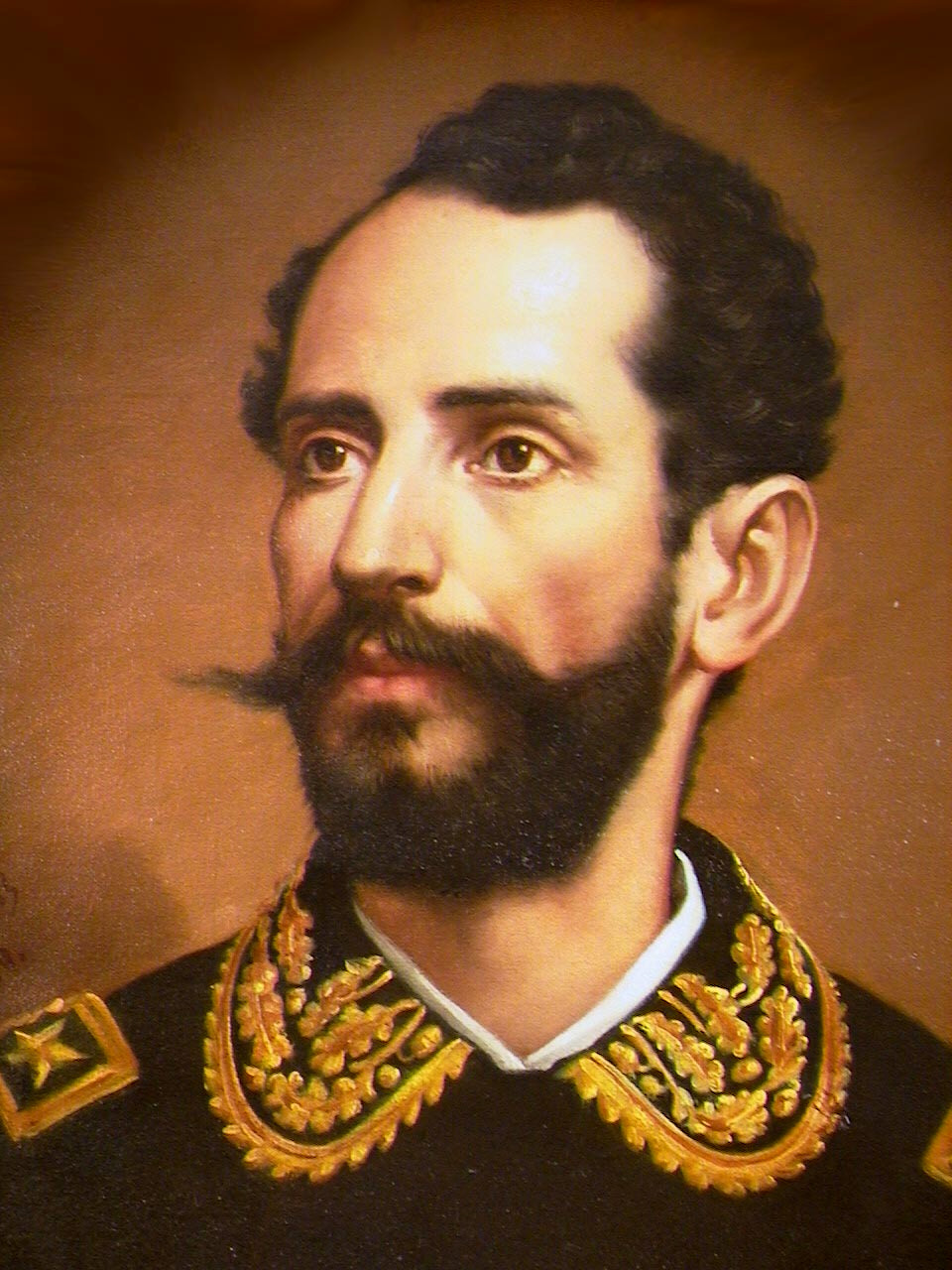
Tomás Guardia Gutiérrez um 1880

Tomás Guardia Gutiérrez (* 16. Dezember 1831 in Bagaces, Guanacaste, Costa Rica; † 6. Juli 1882 in Alajuela, Costa Rica) war Präsident von Costa Rica.

## Leben

### Herkunft und frühe Laufbahn
Seine Eltern waren María Gutiérrez y Flores und Rudesindo de la Guardia y Robles. Er erhielt nur wenig Bildung, ging zum Militär und nahm an den Feldzügen gegen die Filibusteropiraten von William Walker teil. Bei der Schlacht von San George wurde er schwer verletzt. Anschließend wurde er militärischer Befehlshaber von Alajuela. Nachdem er 1870 Jesús Jiménez Zamora gestürzt hatte, setzte er Bruno Carranza Ramírez als Präsidenten ein, welcher ihn dafür zum Divisionsgeneral beförderte und zum Oberbefehlshaber über die Armee von Costa Rica ernannte.
Er heiratete 1850 Perfecta Barrios y Ladrero und 1857 Emilia Solórzano y Alfaro. In dieser Ehe wurde Angélica Guardia Solórzano geboren, später die Frau von Saturnino Lizano Gutiérrez.

### Präsidentschaft
Die verfassungsgebende Versammlung berief ihn zum Präsidenten. Guardia löste daraufhin diese Versammlung im Oktober 1870 auf. 1871 traf sich eine andere verfassungsgebende Versammlung und emittierte die Verfassung von 1871.
1871 schloss Henry Meiggs, ein Onkel von Minor Keith, einen Vertrag mit der Regierung Guardia, über die Herstellung einer Eisenbahnverbindung von San José nach Puerto Limón. Für die Finanzierung wurden teure Darlehen aufgenommen, welche die Grundlage der Verschuldung von Costa Rica bilden. Bei Wahlen im April 1872 wurde Tomás Guardia Gutiérrez für vier Jahre zum Präsidenten gewählt. 1876 gab Guardia die Präsidentschaft an Aniceto del Carmen Esquivel Sáenz, welcher für die Amtszeit von 1876 bis 1880 gewählt worden war, blieb aber Oberbefehlshaber der Armee.
Mitte 1876 wurde er Bevollmächtigter der Regierung Aniceto Esquivel Sáenz, bei der Regierung Justo Rufino Barrios Auyón in Guatemala. Dort handelte er mit dem dortigen Bevollmächtigten Ramón Salazar den Tratado Guardia-Salazar aus. Nach der Vereinbarung sollte die Regierung von Costa Rica die gegen Jesuiten gerichtete Politik von Barrios übernehmen, Jesuiten den Aufenthalt in Costa Rica untersagen und das Colegio San Luis Gonzaga de Cartago schließen. Tomás Guardia, der faktische Herrscher von Costa Rica, ließ sich bei der Umsetzung Zeit. Was dazu beitrug, dass die Regierung Barrios die Marionettenregierung von Vicente Herrera Zeledón nicht anerkannt wurde.
Vom 30. Juli 1876 bis 23. September 1877 war Vicente Herrera Zeledón formal Präsident. Tomás Guardia Gutiérrez blieb bis zu seinem Tod am 6. Juli 1882 der diktatorische Präsident von Costa Rica. Kurz vor seinem Tod beendete er den Ausnahmezustand und setzte die Verfassung von 1871, mit einigen Änderungen, in Kraft. Zu den Änderungen gehörte, dass die Todesstrafe abgeschafft worden war.
Guardia konnte auf ergebene Freunde zählen, welche es ihm erlaubten lange Reisen von sechs bis sieben Monaten zu unternehmen, ohne dass er einen Machtverlust erlitten hätte. Es gab verschiedene Versuche von Staatsstreichen auch von Federico Fernández Oreamuno (1827–1896), dem Vater von Alberto Brenes Córdoba.
Sein Schwiegersohn war Saturnino Lizano Gutiérrez.